# 모노레일

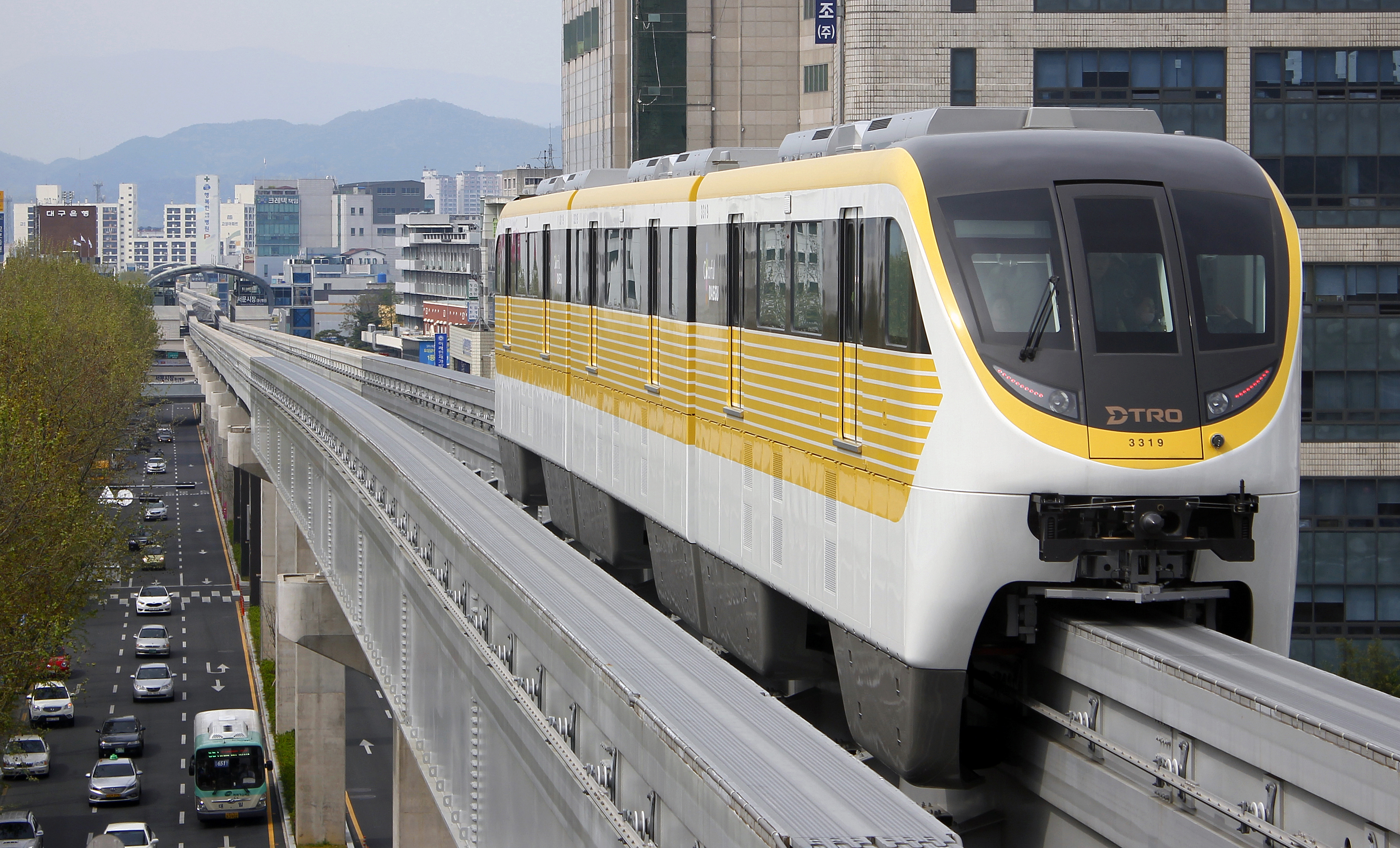
대구 도시철도 3호선 모노레일

모노레일(영어: monorail)은 단궤도(單軌道, 궤도가 하나)인 철도의 총칭이다. 세계 각지에서 관광이나 시내교통수단으로 사용되고 있다.

## 개요
콘크리트나 철제 빔으로 이루어져 있는 한 개의 궤도거더 위를 고무타이어나 철륜이 달린 열차가 운행한다. 차량의 지지방식에 따라 과좌식(궤도 상부를 열차가 달리는 방식)과 현수식(열차가 궤도 하부에 매달려서 운행하는 방식)으로 나뉜다. 모노레일의 수송규모가 도시철도와 버스의 중간이기 때문에 중규모의 수송에 적합하며, 이러한 특성 때문에 거의 대부분의 도시교통계획에서는 경전철로 분류된다. 대도시의 보조교통수단, 중소도시의 주요교통수단으로 쓰인다. 대한민국에서 운행 중인 모노레일은 대구 도시철도 3호선이 있다.

## 모노레일의 역사
세계최초의 증기기관차가 운행한 1825년 당시에 증기를 동력으로 하는 과좌식 화물용 모노레일이 런던북방에 건설된 것이 모노레일의 시초다. 이후 아일랜드에서 과좌식에 증기동력을 이용한 화물 모노레일이 건설되어 36년 동안 사용된 것을 포함하여, 유럽각지에서 모노레일이 건설되었다. 그러나 모두 소규모에 기술적으로도 미약하여 본격적인 교통수단은 되지 못했다.
본격적인 모노레일은 독일인 Eugen Laugen이 1898년 고안하여 독일의 부퍼탈시에 건설된 13.3km의 현수식 모노레일로, 1901년 여객영업을 시작하면서 등장하였다. 이 모노레일은 현재도 쓰이고 있다. 1950년대 이후 도시화의 진전과 자동차의 증가로 인한 도시교통문제가 발생하면서 모노레일연구가 활성화되었고, 그리하여 알웨그 과좌식, 록히드 과좌식, 사페지 현수식 등의 모노레일 궤도양식이 나왔다. 이들은 현재까지도 쓰이고 있다. 우리나라에서는 강원도에서 관광용으로 쓰이고 있으며, 대구에서는 교통수단으로 쓰이고 있다. 대구 도시철도 3호선이 쓰이고 있다.

## 모노레일 궤도의 양식 (종류)
다음은 각 모노레일 궤도양식의 특징이다. 모노레일은 크게 현수식과 과좌식으로 나뉘며, 그 현수식과 과좌식은 다시 다음과 같이 다뉜다.

### 알웨그 과좌식
- 고안자 : 알웨그(독일)

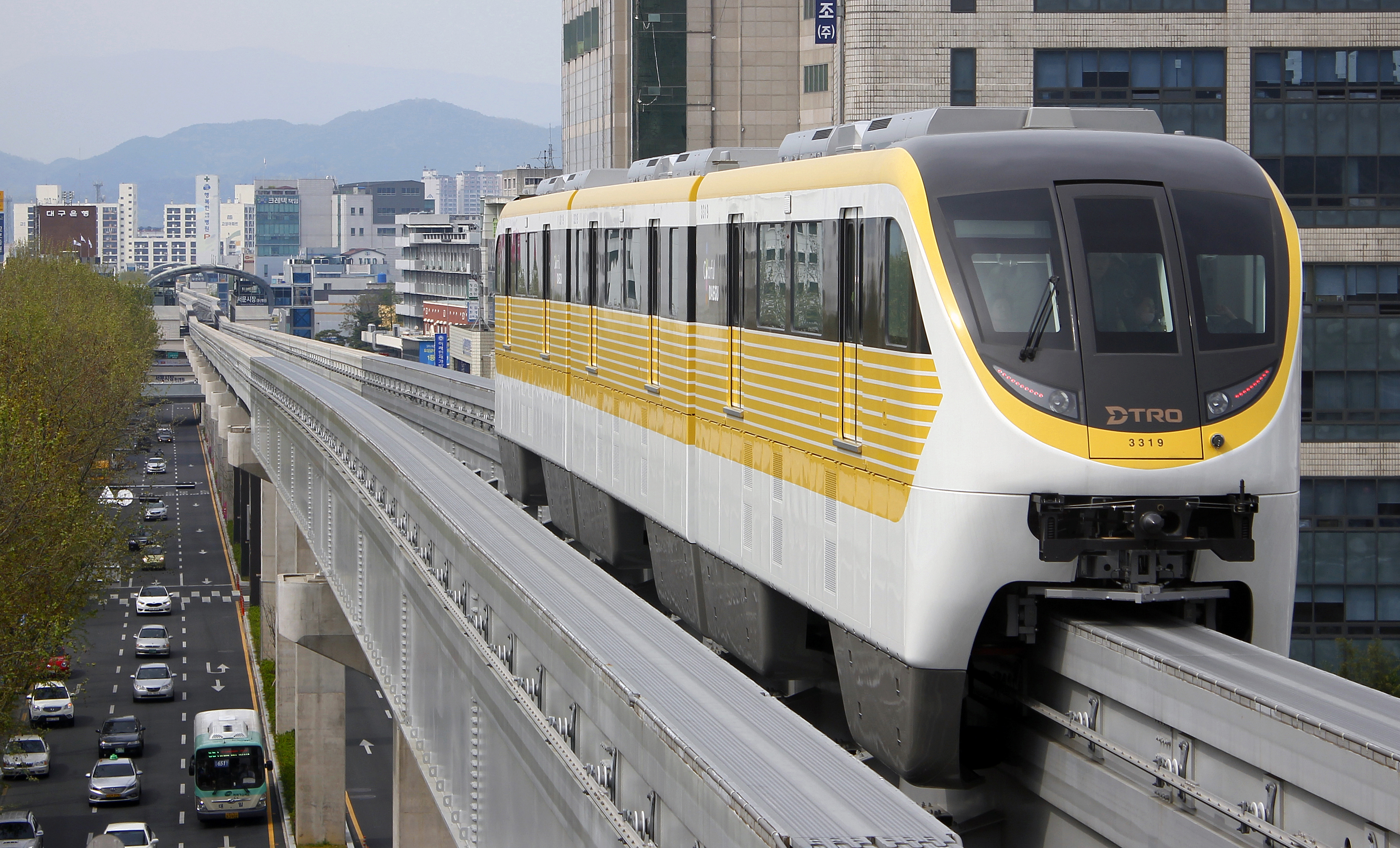
대구 도시철도 3호선 모노레일

굵고 속이 빈 I형의 PS콘크리트제를 기본 궤도로 하며, 긴 경간(지주와 지주사이의 길이)이 필요한 곳에서는 강제를 궤도로 이용한다. 이 궤도위를 주행구동용 고무타이어가 타서 차량을 지지하며, 열차의 안내차륜이 궤도의 양 옆면을 주행한다. 주행로는 에폭시 수지 혼합물로 바닥위를 칠하고 다시 덧칠한 것과 강판을 깔은 것 등이 있다. 지주간격은 보통 15~22m이다.

### 록히드 과좌식
- 고안자 : 록히드(미국)

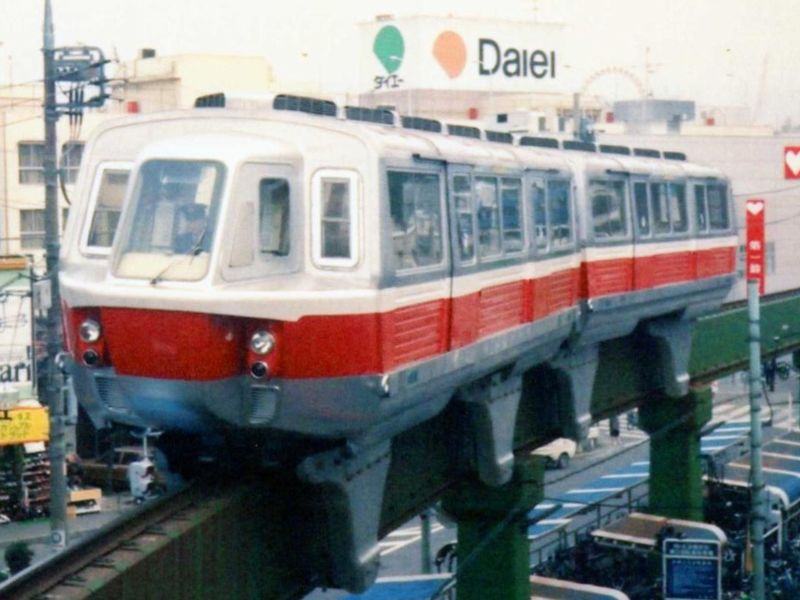
일본 오다큐 전철 무코가오카 유원지 선

콘크리트제 궤도거더위에 철제레일을 부설하며 그 레일위를 철제차륜을 가진 열차가 주행한다. 안내차륜도 철제이며, 궤도거더에 닿는 부분은 철제레일이 설치되어 있다. 다시말해서, 록히드 과좌식은 철제레일과 철제차륜을 이용한다. 때문에 록히드 과좌식은 다른 방식보다 고속성이 뛰어나다.

### 사페지 현수식
- 고안자 : 사페지(프랑스)

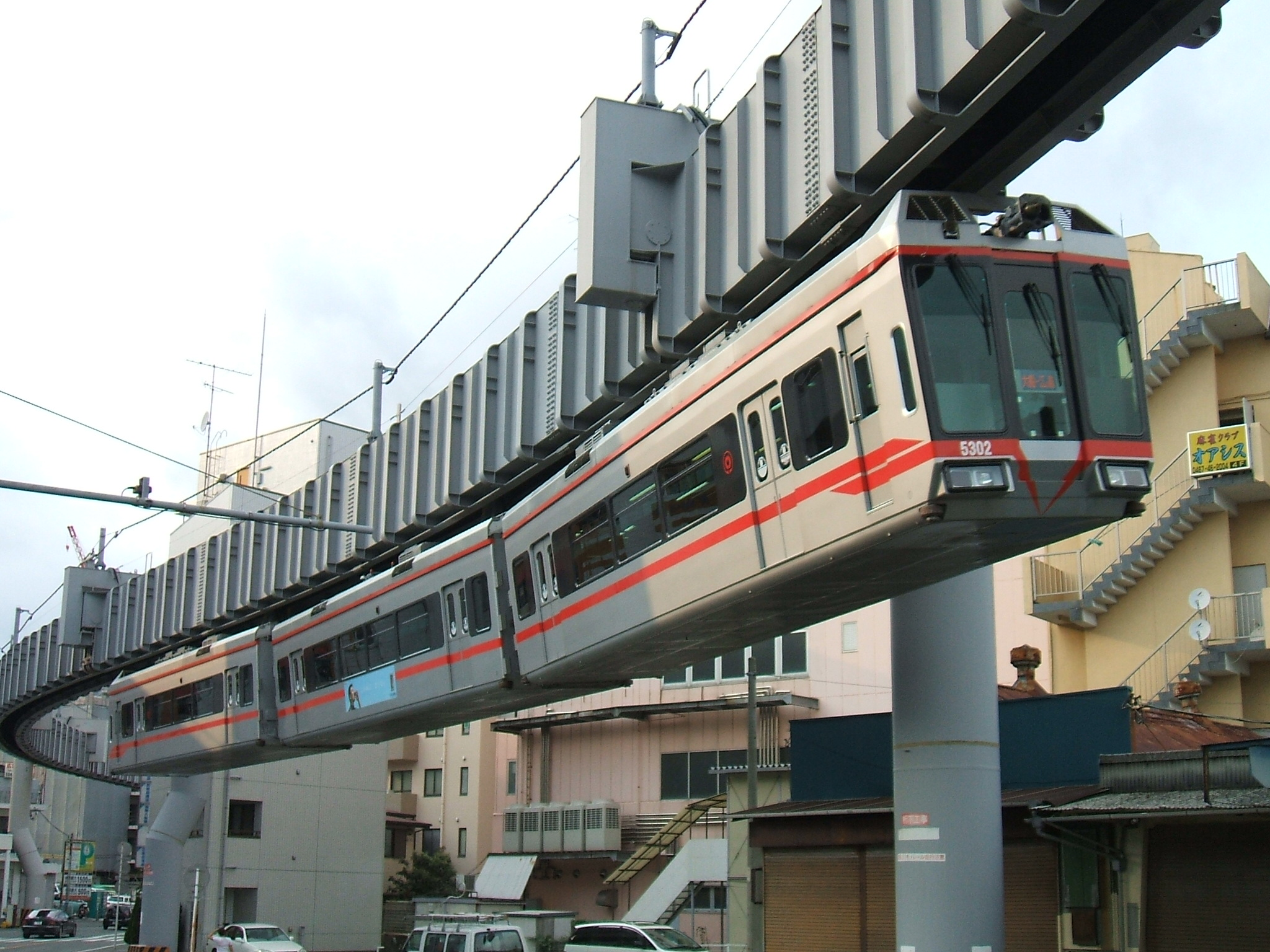
일본 쇼난 모노레일

강판으로 이루어진 박스(상자)형 궤도거더의 안에 차륜을 지지할 수 있도록 대칭형의 주행로가 설치되며, 그 위를 열차의 차륜이 운행한다. 차량을 현수(지지)하기 위해 중앙부는 뚫려있고, 이 뚫린 부분의 양 옆부분에 주행로가 있다. 지주간격은 30~40m로, 과좌식보다 길다. 지주는 철로 이루어져있다.

### 모노레일 궤도양식의 현황
이 중에서 보통 쓰이는 것은 알웨그 과좌식하고 사페지 현수식이며, 록히드식은 거의 잘 쓰이지 않고 있다.

## 모노레일의 장단점
모노레일은 각각 장점과 단점을 두루 가지고 있으므로 도시교통계획 때 이를 참고하여 계획해야 한다.

### 장점
1. 도로교통에 지장을 주지 않으며, 지주는 가늘게 할 수 있으므로 도로의 중앙분리대에 설치할 수 있다.
2. 다른 고가물과 달리 점유면적이 작아, 하천과 도로 등의 공간에 설치가 가능하다. 이 때문에 중전철보다 공사가 용이하며, 빨리 건설할 수 있고, 토지비가 적게 들어간다. 그런 이유로 중전철의 40%의 공사비로 건설할 수 있어 굉장히 저렴하다.
3. 폭이좁은 차륜으로 운행하므로 철도보다 반경이 작은 급곡선 운행도 가능하며, 현수식은 특히나 작게 운행이 가능하다.
4. 안정성이 높다. 일반적으로 다른교통수단과 입체교차하기 때문에 충돌의 우려가 없고 탈선의 위험도 없다.
5. 정시성이 높다. 노면교통수단과 입체교차하기 때문에 운행 시각표대로 운행이 가능하다.
6. 전기로 운행하고 고무타이어를 쓰기 때문에 환경오염과 소음, 진동 공해가 적다. 또한 급구배와 급곡선에서의 운전도 가능하다.
7. 일반적으로 고가로 건설되기 때문에 조망이 좋아 지하철보다 압박감이 적다.
8. 다른 고가구조물과 달리 공중점유율이 작아 일조나 경관환경면이 우수하다.
9. 승차감이 양호하다.

### 단점
1. 궤도는 하나인 반면 설비가 복잡하기 때문에 차량의 기능이 복잡하고 약간 비싸진다.
2. 지표면에 건설한다고 하더라도 건설물에 약간의 고도가 요구된다. 특히 현수식이 그렇다.
3. 최고속도가 80km/h 이므로 일반철도보다 고속성이 떨어지고, 보통 고무타이어를 사용하기 때문에 동력비가 비싸다.
4. 일반철도하고 궤도방식이 다르므로 서로 상호진입이 곤란하다.
5. 고무타이어의 부담하중이 철제차륜보다 작기 때문에, 일반철도보다 수송력이 떨어진다.
6. 분기기가 복잡하다. 또 분기기의 변경, 증설이 쉽지 않으며, 궤도가 무겁기 때문에 분기에 시간이 요구된다. 그러므로 철도와 같은 다양한 분기(시서스 크로스오버 등)는 불가능하다.
7. 열차가 분기기로 돌진하면 엄청난 사고가 발생한다. 또, 복구 역시 골치아프다.
8. 차량사고 등의 긴급상황 발생 시 사다리차를 동원해야 하므로 피난에 시간이 걸린다.
9. 대피로의 건설이 곤란하므로 비상시 승객대피가 굉장히 곤란하다.

## 현수식과 과좌식의 특징

### 개요
모노레일은 현수식과 과좌식으로 나뉜다. 현수식은 모노레일 차량이 궤도 하부에 매달려서 운행하는 방식이고, 과좌식은 궤도 상부를 모노레일 차량이 운행하는 방식이다. 현수식과 과좌식은 각각의 장단점이 있으므로 딱히 어느쪽이 좋다고는 할 수 없다. 그러나 도시의 사정에 따라 특정한 방식으로 건설하는게 유리할 수 있다.

### 현수식의 특징
현수식은 과좌식보다 더 급한 곡선(과좌식의 2배)과 구배를 사용할 수 있으며, 지지주는 철을 사용할 수 있으므로 점유면적이 과좌식보다 작다. 건설기간역시 과좌식보다 짧으므로 일반적으로 급곡선이 많은 도로가 많을 경우, 도로의 점유면적을 최소화 해야할 경우, 건설로 인한 교통체증을 빨리 해소해야할 경우 유리하다. 차체내에서 바라보는 전망은 현수식 쪽이 좋다.
그러나 현수식은 과좌식과 동일한 차량 운행고도를 유지하려면 최소한 차량 높이만큼 지지주를 더 높이 건설해야하므로, 자재비가 더 비싸진다. 현수식은 곡선부 주행시 진자작용이 작용하며, 강한 돌풍에 영향을 받는다.

### 과좌식의 특징
과좌식은 현수식보다 고속운행이 가능하며, 더 많은 수송이 가능하다. 과좌식은 곡선부에 캔트를 건설할 수 있다. 현수식에서는 진동문제에 대한 배려가 필요하며 열차를 현수하기 때문에 안전설계를 주의를 해야 하지만 과좌식은 비교적 안정적으로 운행이 된다. 또, 과좌식은 현수식보다 분기기가 비교적 간단하다. 그러므로 과좌식은 비교적 부지에 여유가 있고, 고속주행과 비교적 대규모 수송이 필요할 때 쓰인다. 과좌식은 눈이나 비에 의한 영향을 받는다.

### 정리
현수식과 과좌식의 특징을 정리하면 다음과 같다.
| 구분             | 현수식                 | 과좌식        | 비고 |
| ---------------- | ---------------------- | ------------- | --- |
| 기둥의 점유 면적 | 유리 (1200mm)          | 불리 (1500mm) | 현수식은 철제기둥을 사용할 수 있으므로 점유면적이 작음                                                                   |
| 기둥의 높이      | 불리                   | 유리          | 현수식은 차량의 높이만큼 기둥을 높게 건설할 필요가 있으나 과좌식은 무관                                                  |
| 수송력           | 불리                   | 유리          | 현수식은 안정성과 제약때문에 차체에 제한이 있으며, 과좌식은 비교적 안정적이며 제약이 없어 차체를 비교적 크게 할 수 있다. |
| 고속주행성능     | 불리                   | 유리          | |
| 급곡선 사용범위  | 유리                   | 불리          | 과좌식은 눈의 영향을 고려해야하므로 곡선반경을 넓게 쓸 수밖에 없다.                                                      |
| 공기 (건설기간)  | 유리                   | 불리          | |
| 안정성           | 불리                   | 유리          | 현수식은 차량동요가 발생할 수 있으므로 이에 대한 대책을 세울 필요가 있으나 과좌식은 비교적 안정적이다.                   |
| 곡선부 특징      | 진자작용이 강하게 작용 | 캔트 사용가능 | |
| 구배율           | 유리                   | 불리          | 현수식은 74퍼밀도 사용가능                                                                                               |
| 분기기           | 불리                   | 유리          | 현수식은 분기기가 복잡하나 과좌식은 비교적 간단                                                                          |

## 비상시 승객대피 방안
모노레일의 단점중 가장 큰 단점은, 바로 비상시 안전대책이라고 할 수 있다. 대피로 설치가 용이하지 않으므로 모노레일 열차는 화재에 대비해 완벽한 불연재를 사용하여야 한다. 현재까지 나온 모노레일 운영중 고장시 대피방안은 다음과 같다.
1. 열차간 통행을 자유롭게 하기 위해 열차를 개방형으로 제작.
2. 고장차량을 추진운전, 견인운전하는 방안
3. 고장차량으로 접근한 동일선로의 구난차량으로 옯겨타는 방안
4. 타선로로 접근한 구난차량으로 옮겨타는 방안
5. 구난용 특수전동차를 이용, 승객을 지상으로 내리는 방안
6. 로프를 이용하여 승객을 지상으로 내리는 방안

## 대한민국의 모노레일
대한민국의 모노레일은 버스나 중전철 위주의 교통정책이 꾸려졌고 각종 경전철 관련 예산 낭비 사례가 많아서 그동안 대중교통으로서의 지위로 인정을 받지 못하였으며 소규모 이동용 또는 관광 목적의 시설물이 많았다.
그러나 2015년 4월 23일에 대구 도시철도 3호선이 개통하면서 대중교통으로서의 모노레일 운송이 개시되었다.
그 외 대전 도시철도 2호선을 건설비가 저렴한 모노레일로 건설하고자 하는 움직임이 있었다.
한국에서 운영하는 모노레일은 전부 과좌식이며, 현수식은 운영하지 않는다.

## 참고 문헌
1. 서사범. 《'철도공학'》. 북갤러리.